# Абсолютний Всесвіт
«Абсолю́тний Все́світ», «АВ» (англ. Absolute Universe, AU) — видавничий імпринт DC Comics під керівництвом сценариста Скотта Снайдера. Дія коміксів розгортається у спільному всесвіті, позначеному як Земля-Альфа в рамках мультивсесвіту DC Comics, і представляє переосмислені та осучаснені версії супергеройських персонажів компанії зі всесвіту DC.
Цей імпринт є частиною ініціативи DC All In, дебютувавши після кросоверу 2024 року Absolute Power. Його запуск відбувся того ж року з публікацією поточних серій Absolute Batman, Absolute Wonder Woman та Absolute Superman.

## Історія публікації
«Абсолютний Всесвіт» являє собою абсолютно нову тяглість, відокремлену від Всесвіту DC (DCU), і контролюється Скоттом Снайдером як частина ініціативи DC All In. Початок «АВ» припадає на жовтень 2024 року з випуску спеціального видання DC All-In Special. Першими серіями, що вийшли в рамках «АВ», стали Absolute Batman за авторством Снайдера та художника Ніка Драґотти, а також Absolute Wonder Woman від Келлі Томпсон і Гайдена Шермана; обидві серії стартували в жовтні. Третя серія, Absolute Superman Джейсона Аарона та Рафи Сандовала, дебютувала в листопаді того ж року. Спочатку ілюстратором Absolute Superman мав бути Рафаель Альбукерке, але він змушений був відмовитися від проєкту через серйозні повені у своїй рідній Бразилії. У червні 2024 року до проєкту приєднався Сандовал.
У 2025 році було випущено ще три серії: Absolute Flash Джеффа Леміра та Ніка Роблза і Absolute Martian Manhunter Деніса Кемпа та Хав'єра Родріґеса (обидві в березні), а також Absolute Green Lantern Ала Евінґа та Джаноя Ліндсі у квітні.

## Серії

### Пролог
- DC All In Special

### Основні серії
- Absolute Batman
- Absolute Wonder Woman
- Absolute Superman
- Absolute Flash
- Absolute Martian Manhunter
- Absolute Green Lantern

### Ваншоти
- Free Comic Book Day 2025: DC All In/Absolute Universe Special Edition